# Heinrich Rohrer
Heinrich Rohrer (6. června 1933 Buchs, St. Gallen – 16. května 2013 Wollerau, Schwyz) byl švýcarský fyzik a spolunositel Nobelovy ceny za fyziku za rok 1986 s Gerdem Binnigem za vytvoření skenovacího tunelovacího mikroskopu (STM).

## Život
Heinrich Rohrer se narodil v Buchsu půl hodiny po své své sestře (dvojčeti). Užíval si bezstarostné dětství na venkově, než se jeho rodina přestěhovala do Curychu v roce 1949.
Doktorát obhájil v roce 1960 na curyšské technice v oboru supravodivosti stejně jako Gerd Binnig. Jeho studium bylo přerušeno vojenskou službou. V roce 1961 si vzal Rose-Marie Eggerovou.

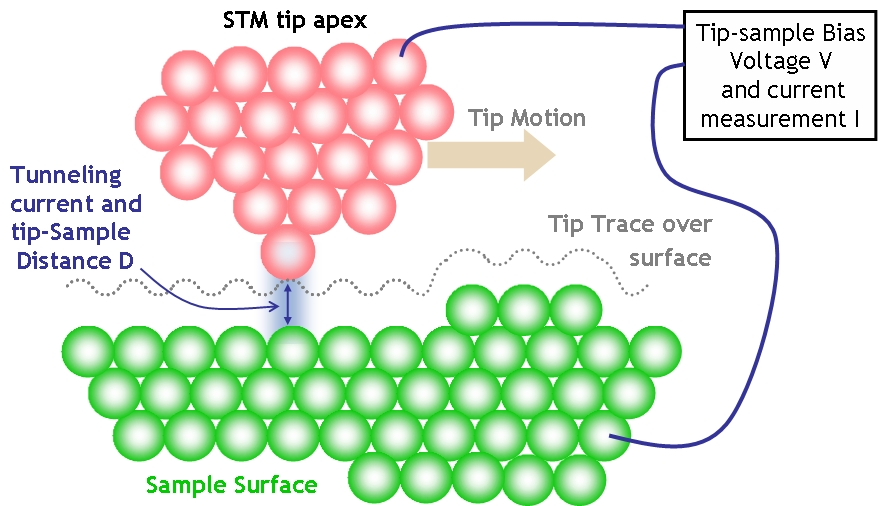
základní diagram STM (angl.)